# Beschuldigingen van het gebruik van magie en djinns door Israël
Beschuldigingen van het gebruik van magie en djinns door Israël worden door sommigen beschouwd als complottheorieën die voorkomen in bepaalde Iraanse en Arabische media, alsook in religieuze en politieke toespraken. Deze theorieën beweren dat Israël bovennatuurlijke krachten zou inzetten – zoals magie, djinns (geestelijke wezens uit de islamitische traditie) of esoterische praktijken – in het kader van inlichtingen- of veiligheidsoperaties. Dergelijke verhalen worden soms gebruikt om het onverwachte succes van bepaalde Israëlische acties te verklaren, zoals gerichte moorden, het opsporen van spionagenetwerken of geheime missies.

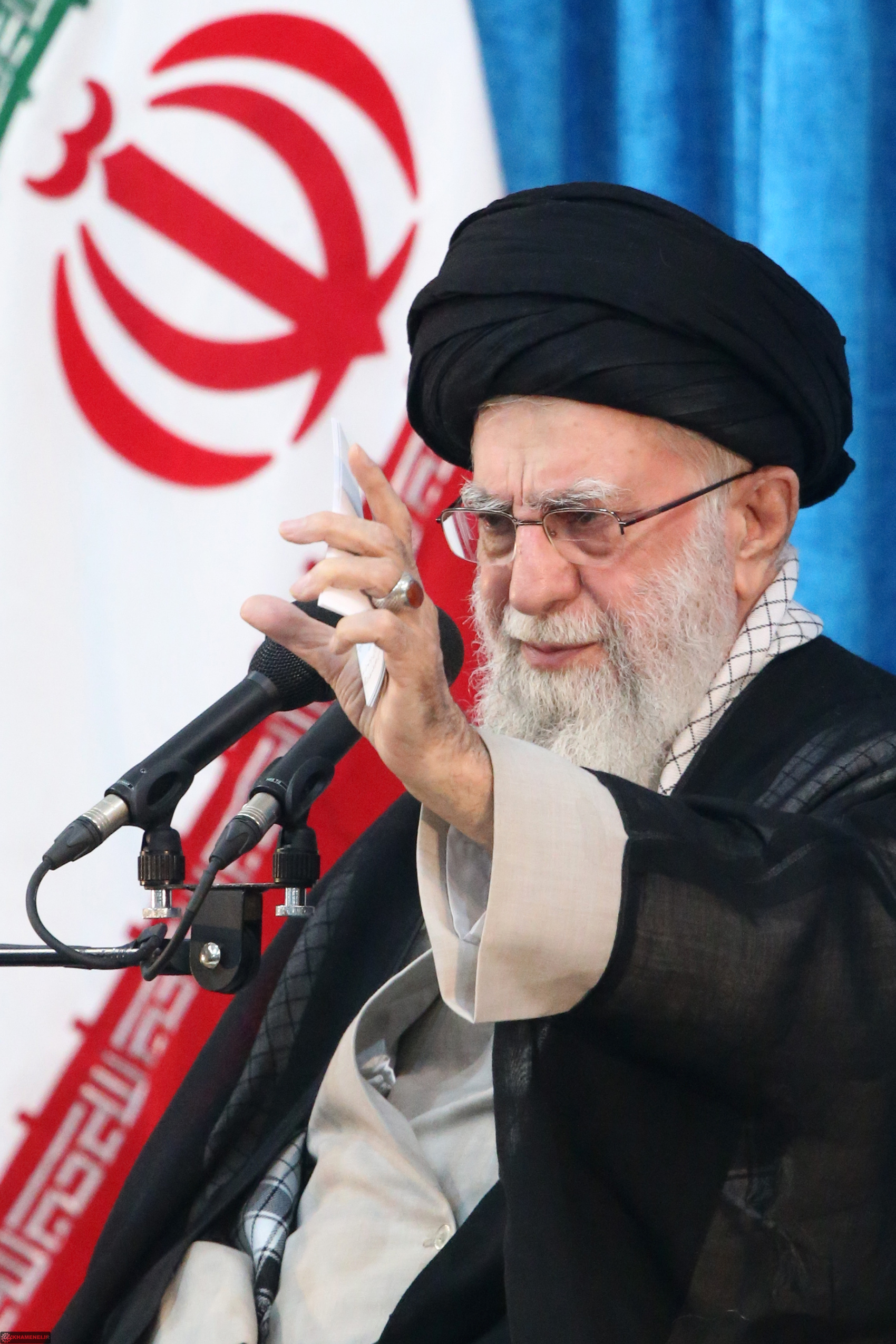
Ali Khamenei

## Iraanse discours
In Iran circuleren herhaaldelijk beweringen over een vermeend gebruik van bovennatuurlijke krachten door Israël. Deze verhalen maken deel uit van een bredere politiek-religieuze context en worden vaak verspreid door conservatieve religieuze figuren, commentatoren en media die verbonden zijn met het regime.
De Opperste Leider van de Islamitische Republiek, ayatollah Ali Khamenei, verklaarde tijdens zijn toespraak ter gelegenheid van het Perzische nieuwjaar (Noroez) op 22 maart 2020 dat er sprake zou zijn van een alliantie tussen "vijanden uit de wereld van mensen en djinns" tegen Iran – een formulering die door waarnemers werd geïnterpreteerd als een verwijzing naar bovennatuurlijke dreigingen.
De conservatieve journalist Abdollah Kanji beweerde op het platform X (voorheen Twitter) dat in juli 2025 in Teheran mysterieuze geschriften met Hebreeuwse symbolen werden ontdekt, mogelijk gerelateerd aan occulte praktijken.
In 2024 verklaarde de sjiitische geestelijke Mostafa Karami in een religieus programma dat "zionistische krachten al lange tijd kennis bezitten over het manipuleren van djinns en beschikken over een geheime demonische strijdmacht".
De invloedrijke spreker en veiligheidsexpert Ali Akbar Raefipour stelde in 2024 dat de Mossad mogelijk een gespecialiseerde eenheid heeft die gebruikmaakt van djinns, onder andere tijdens de oorlog in Libanon in 2006.
In 2014 verklaarde de geestelijke Valiollah Naqipourfar, beschouwd als een "expert op het gebied van djinns", dat Israël zou hebben geprobeerd om de Iraanse inlichtingendiensten en die van haar bondgenoten via djinns te infiltreren – zonder succes volgens hem.

## Ontvangst in de Arabische wereld
In verschillende Arabische landen circuleren soortgelijke verhalen waarin wordt beweerd dat de staat Israël gebruik zou maken van bovennatuurlijke middelen om militaire of inlichtingenoperaties uit te voeren. Deze beweringen duiken sporadisch op in artikelen, commentaren of populaire vertellingen.
In 2020 stelde de Algerijnse essayist Omar Belkadhi in een opiniestuk dat Israël een "magische oorlog tegen de islam" voert, en verwees hij naar een "occulte oorlog gevoerd door Joden" – een uitdrukking die klassieke antisemitische stereotypen weerspiegelt.
Tijdens de Israëlische militaire operatie Noordelijk Schild (2018) meldden sommige Arabische media dat Israël bovennatuurlijke middelen zou hebben gebruikt om Hezbollah-tunnels te lokaliseren en haar leiders uit te schakelen.
Een Iraans rapport vermeldt bovendien dat een rabbijn, ingewijd in de Kabbala, tunnels zou hebben opgespoord zonder technologische hulpmiddelen – wat werd voorgesteld als een voorbeeld van "magisch" gebruik.
In bepaalde Arabische mediaverhalen komt ook de Hebreeuwse term Pulsa denura voor: een vermeende dodelijke vloek die naar verluidt wordt gebruikt om vijanden van Israël te elimineren.